# Suporter Club Oțelul Galați
Maillots
Actualités
L'Asociația Suporter Club Oțelul Galați, plus connu sous le nom d'Oțelul Galați est un club roumain de football basé à Galați.
Après plusieurs décennies de concurrence avec son grand rival local, le FCM Dunărea Galați, le FC Oțelul Galați devient le meilleur club de la région moldave. Depuis sa première accession, l'Oțelul joue régulièrement la Liga I au cours de ces dernières décennies et remporte le premier championnat de son histoire lors de la saison 2010-2011, entrainé par Dorinel Munteanu.
Sept ans plus tôt, en 2004, ce club de l'est du pays atteint la finale de la Coupe de Roumanie, battu 2-0 par le FC Dinamo Bucarest. En 2007, les Roumains remportent l'honorifique Coupe Intertoto en battant en finale Trabzonspor (2-1, 2-1).
Oțelul Galați est sponsorisé par Liberty Steel.

## Historique
- 1964 : fondation du club sous le nom de CS Oțelul Galați
- 1970 : le club est renommé Dacia Galați
- 1972 : le club est renommé Oțelul Galați
- 1976 : le club est renommé Metalosport Galați
- 1977 : le club est renommé Oțelul Galați
- 1981 : le club est renommé Metalosport Galați
- 1982 : le club est renommé FC Oțelul Galați
- 1986 : 1re participation au championnat de 1re division (saison 1986-1987)
- 1988 : 1re participation à une Coupe d'Europe (C3, saison 1988-1989)
- 2011 : 1er titre de champion de Roumanie de l'histoire du club[2]
- 2012 : 1re participation à la Ligue des Champions
- 2013 : le club se déclare en banqueroute malgré les 22 millions d'euros gagnés grâce à sa participation à la Ligue des Champions la saison précédente[3]
- 2016 : Après la dissolution du club, les supporters d'Oțelul fondèrent immédiatement une nouvelle association, sous le nom de ASC Oțelul Galați
- 2023 : Promotion en SuperLiga

## Palmarès
- Championnat de Roumanie
  - Champion : 2011

- Coupe de Roumanie
  - Finaliste : 2004 et 2024

- Supercoupe de Roumanie
  - Vainqueur : 2011

- Championnat de Roumanie de deuxième division
  - Champion : 1986 et 1991

- Championnat de Roumanie de troisième division
  - Champion : 1968 et 1981
  - Vice-champion : 1973

- Coupe des Balkans
  - Finaliste : 1992

- Coupe Intertoto
  - Champion : 2007 (titre partagé)

## Personnalités du club

### Anciens joueurs

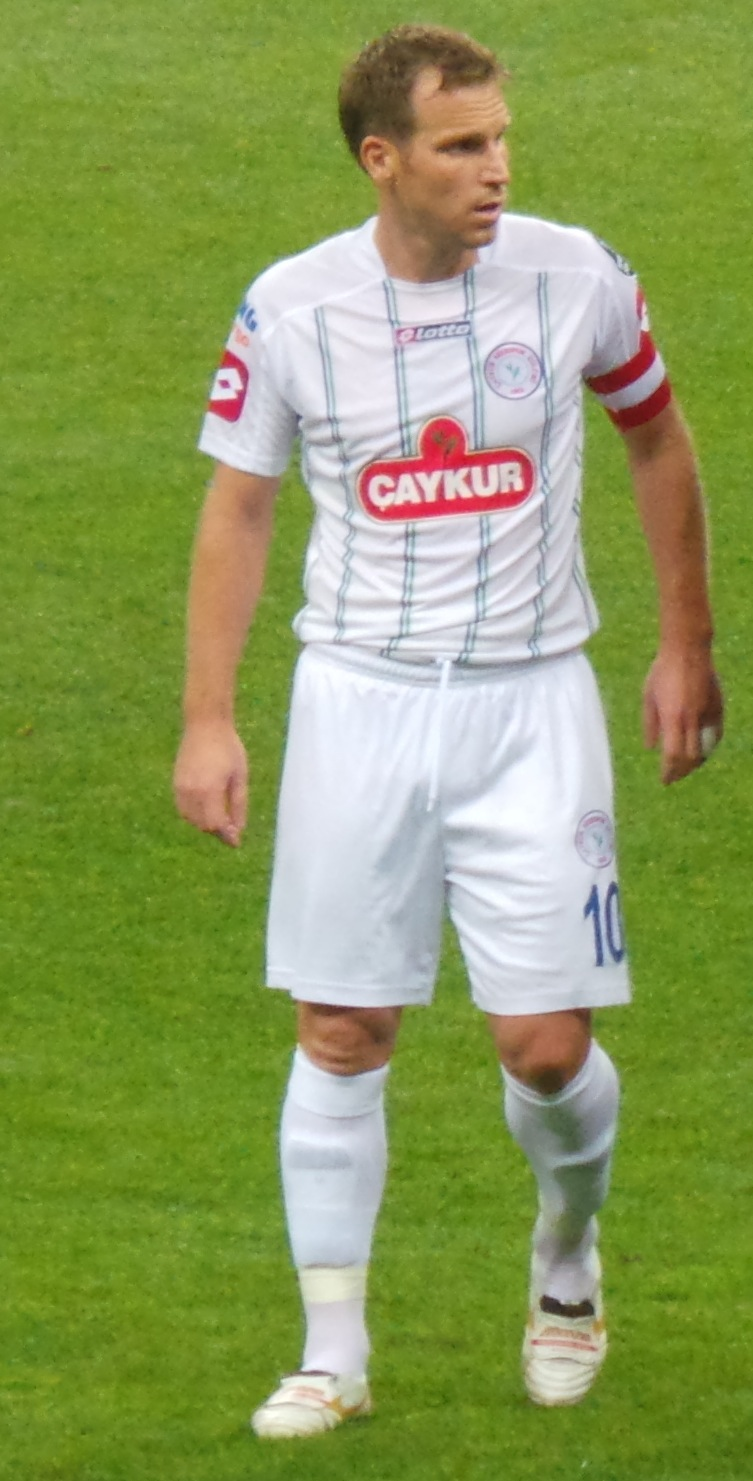
Florin Cernat

- Bogdan Andone
- Liviu Antal
- Marius Baciu
- Gheorghe Boghiu
- Nicolae Burcea
- Florin Cernat
- Gheorghe Cornea
- Ciprian Deac
- Daniel Florea
- Florin Lovin
- Sorin Ghionea
- Viorel Ion
- Emil Jula
- George Ogăraru
- Răzvan Ochiroșii
- Ștefan Nanu
- Cornel Râpă
- Viorel Tănase
- Armando Cooper
- Daniel Chávez
- Didi
- Mauro Goicoechea
- Paulius Grybauskas
- Tadas Labukas
- Jugurtha Hamroun
- Hélder Tavares
- Benjamin Onwuachi
- Stoyan Kolev
- Ismaïl Kouha
- Marlin Piana
- Yves Makabu-Makalambay
- Bertrand Ngapounou
- Nejc Skubic
- Stéphane Tritz
- Mohamadou Sissoko
- Jeanvion Yulu-Matondo

### Entraîneurs
Depuis 1999
- 1999-2000 :  Dumitru Dumitriu
- 2000 :  Aurel Țicleanu
- 2000 :  Gigi Ion
- 2000-2001 :  Ilie Dumitrescu
- 2001-2002 :  Victor Roșca
- 2002 :  Marius Lăcătuș
- 2002-2003 :  Costel Orac
- 2003-2004 :  Sorin Cârțu
- 2004-2005 :  Basarab Panduru
- 2005 :  Mihai Stoichiță
- 2005 :  Aurel Șunda
- 2005 :  Gigi Ion
- 2005-2009 :  Petre Grigoraș
- 2009-2012 :  Dorinel Munteanu
- 2012-2013 :  Viorel Tănase
- 2013 :  Petre Grigoraș
- 2013 :  Ionuț Badea
- 2013 :  Constantin Schumacher
- 2013-2014 :  Ewald Lienen
- 2014 :  Michael Weiß
- 2014 :  Daniel Florea
- 2014-2015 :  Tibor Selymes
- 2015 :  Florin Marin
- 2015-2016 :  Daniel Florea
- 2016 :  Sorin Haraga
- 2016-2017 :  Stelian Bordieanu
- 2017 :  Damian Băncilă
- 2017- :  Alexandru Ciobanu

## Parcours en coupes d'Europe
| 1988-1989 - Coupe UEFA          |       |                         |
| Trente-deuxième de finale       |       |                         |
| Oțelul Galați                   | 1 - 0 | Juventus                |
| Juventus                        | 5 - 0 | Oțelul Galați           |
| 1997-1998 - Coupe UEFA          |       |                         |
| Premier tour                    |       |                         |
| ND Gorica                       | 2 - 0 | Oțelul Galați           |
| Oțelul Galați                   | 4 - 2 | ND Gorica               |
| 1998-1999 - Coupe UEFA          |       |                         |
| Premier tour                    |       |                         |
| Oțelul Galați                   | 3 - 0 | Sloga Jugomagnat Skopje |
| Sloga Jugomagnat Skopje         | 1 - 1 | Oțelul Galați           |
| Deuxième tour                   |       |                         |
| Vejle BK                        | 3 - 0 | Oțelul Galați           |
| Oțelul Galați                   | 0 - 3 | Vejle BK                |
| 2004-2005 - Coupe UEFA          |       |                         |
| Premier tour                    |       |                         |
| Oțelul Galați                   | 4 - 0 | KS Dinamo Tirana        |
| KS Dinamo Tirana                | 1 - 4 | Oțelul Galați           |
| Deuxième tour                   |       |                         |
| Oțelul Galați                   | 0 - 0 | Partizan Belgrade       |
| Partizan Belgrade               | 1 - 0 | Oțelul Galați           |
| 2007 - Coupe Intertoto          |       |                         |
| Deuxième tour                   |       |                         |
| FK Slavija Lukavica             | 0 - 0 | Oțelul Galați           |
| Oțelul Galați                   | 3 - 0 | FK Slavija Lukavica     |
| Troisième tour                  |       |                         |
| Oțelul Galați                   | 2 - 1 | Trabzonspor             |
| Trabzonspor                     | 1 - 2 | Oțelul Galați           |
| 2007-2008 - Coupe UEFA          |       |                         |
| Deuxième tour                   |       |                         |
| Lokomotiv Sofia                 | 3 - 1 | Oțelul Galați           |
| Oțelul Galați                   | 0 - 0 | Lokomotiv Sofia         |
| 2011-2012 - Ligue des champions |       |                         |
| Phase de groupes                |       |                         |
| FC Bâle                         | 2 - 1 | Oțelul Galați           |
| Oțelul Galați                   | 0 - 1 | Benfica Lisbonne        |
| Oțelul Galați                   | 0 - 2 | Manchester United       |
| Manchester United               | 2 - 0 | Oțelul Galați           |
| Oțelul Galați                   | 2 - 3 | FC Bâle                 |
| Benfica Lisbonne                | 1 - 0 | Oțelul Galați           |

### Adversaires européens
- Juventus
- ND Gorica
- Sloga Jugomagnat Skopje
- Vejle BK
- KS Dinamo Tirana
- Partizan Belgrade
- FK Slavija Lukavica
- Trabzonspor
- Lokomotiv Sofia
- FC Bâle
- Benfica Lisbonne
- Manchester United

## Identité visuelle

Ancien logo.
Logo actuel.